# Tage Thott (1852–1921)
Tage Alexis Otto Thott, född den 3 maj 1852 på Skabersjö, död den 23 februari 1921 i Palermo, var en svensk greve, godsägare och hovman.

## Biografi
Efter läroverksstudier till 1870 utbildade Thott sig för jordbruk och skogsvård. Tidigt biologiskt kunnig gjorde han 1872 en ornitologisk resa till Färöarna och Island tillsammans med Gustaf Kolthoff och besökte 1881–1882 Finland och ryska Karelen. 1878 blev han brukare av Bökebergsslätt, en gård under släktfideikommisset Skabersjö, och från 1891 till sin död innehade och bebodde han detta fideikommiss, ett av Skånes största. Hans verksamhet där som jaktvårdare blev uppmärksammad, särskilt hans förtjänster om rådjursstammarna i Skåne blev kända, och han var med om att införa tyskhare i Sverige. Thott blev hovjägmästare 1881, förste hovjägmästare 1901 och överhovjägmästare 1913. Han var en av Gustaf V:s närmaste personliga vänner. 
År 1881 blev Thott ordförande i Zoologiska jägaresällskapet i Lund och 1906 ordförande i Skånska jaktföreningen. Vid deras sammanslagning 1917 till Skånska jägaresällskapet blev han dess ordförande. Dessutom var han ordförande i Svenska jägareförbundet från 1912 samt ledamot av 1898 och 1908 års kommittéer rörande jaktstadgans revision. Bland hans övriga uppdrag märks, att han var ordförande i styrelsen för Malmö-Ystads jernvägsaktiebolag från 1897 och i Malmöhus läns skogsvårdsstyrelse från 1903 samt ledamot av styrelsen för Baltiska utställningen i Malmö 1914.
Tage Thott tillhörde ätten Thott. Han var sonsons son till Tage Thott, son till kabinettskammarherren greve Otto Thott och grevinnan Ebba Elisabeth Augusta Sparre af Söfdeborgoch bror till Otto Thott. Tage Thott tillhörde Oscar II:s och Gustaf V:s förtroligare krets och var ofta deras värd på jakterna på Skabersjö. Det anspelas på detta i sången Skånska slott och herresäten.

## Utmärkelser

### Svenska utmärkelser
- Konung Oscar II:s och Drottning Sofias guldbröllopsminnestecken, 1907.[4]
- Konung Oscar II:s jubileumsminnestecken, 1897.[4]
- Kommendör med stora korset av Nordstjärneorden, 12 mars 1920.[5]
- Kommendör av första klassen av Nordstjärneorden, 27 november 1916.[6]
- Kommendör av första klassen av Vasaorden, 5 augusti 1908.[7]
- Kommendör av andra klassen av Vasaorden, 1 december 1902.[8]
- Riddare av första klassen av Vasaorden, 1 december 1893.[9]

### Utländska utmärkelser
- Storkorset av Badiska Zähringer Löwenorden, tidigast 1910 och senast 1915.[10][4]
- Storkorset av Danska Dannebrogorden, 6 mars 1911.[10][4][9]
- Riddare av Danska Dannebrogorden, 12 september 1891.[9][11]
- Riddare av storkorset av Italienska Sankt Mauritius- och Lazarusorden, tidigast 1910 och senast 1915.[10][4]
- Storkorset av Mecklenburgska Griporden, 1909.[10][12]
- Riddare av första klassen av Preussiska Kronorden, augusti 1908.[9][12][13]
- Riddare av andra klassen med kraschan av Preussiska Kronorden, september 1899.[9][11]
- Storkorset av Rumänska Stjärnans orden, tidigast 1910 och senast 1915.[4][12]
- Storkorset av Brittiska Victoriaorden, november 1908.[9][12][13]
- Kommendör av Franska Hederslegionen, 1908.[12][13]
- Riddare av andra klassen av Ryska Sankt Annas orden, 5 september 1891.[9][11]